# Insieme informativo
In teoria dei giochi, un insieme informativo è un insieme che, per un dato giocatore, stabilisce tutte le possibili mosse che potrebbe avere avuto luogo nel gioco finora, sulla base di ciò che giocatore ha osservato finora. Se il gioco è a informazione perfetta, ogni insieme informativo contiene un solo elemento, vale a dire il punto effettivamente raggiunto nel gioco. In caso contrario, avviene che alcuni giocatori non conoscono esattamente ciò che ha avuto luogo finora nel gioco e quale sia la loro posizione.
Più specificamente, in forma estesa, un insieme informativo è un insieme di nodi decisionali tale che:
1. Ogni nodo dell'insieme appartiene a un giocatore.
2. Quando si trova in un insieme informativo, il giocatore che deve muovere non può distinguere tra i nodi appartenenti all'insieme informativo, ovvero: se l'insieme informativo contiene più di un nodo, il giocatore non sa quale nodo dell'insieme sia stato raggiunto.

## Esempio
A destra sono due versioni della battaglia dei sessi (teoria dei giochi), mostrato in forma estesa.
Il primo gioco è semplicemente sequenziale: quando il giocatore 2 ha la possibilità di muovere, sa se il giocatore 1 ha già scelto O(pera) o F(ootball).
Anche il secondo gioco è espresso in forma sequenziale, ma la linea tratteggiata indica l'insieme informativo del giocatore 2. Questo è il modo consueto usato per indicare che, quando il giocatore 2 deve muovere, non è consapevole di ciò che ha fatto giocatore 1.
Questa differenza porta anche a diverse previsioni per i due giochi. Nel primo gioco, il giocatore 1 ha il sopravvento, sapendo che se sceglie O(pera) il giocatore 2 sceglierà o(pera), in modo da ottenere 3 anziché 2 che avrebbe scegliendo f(ootball). Questa previsione corrisponde al concetto di equilibrio perfetto nei sottogiochi. 
Nel secondo gioco, il giocatore 2 non può osservare ciò che il giocatore 1 ha fatto, come se fosse un gioco simultaneo. Quindi l'equilibrio perfetto nei sottogiochi non aiuta, e abbiamo 3 possibili equilibri:
1. entrambi scelgono l'opera;
2. scelgono entrambi il football;
3. entrambi utilizzano una strategia mista, con il giocatore 1 che sceglie O(pera) con probabilità 3/5 e il giocatore 2 che sceglie f(ootball) con probabilità 2/5.